# Sudamericano de Rugby C
El Sudamericano de Rugby C, o Mayores C, es una competencia de rugby union (15 jugadores) en la que participan selecciones de varones mayores en desarrollo afiliadas a Sudamérica Rugby (SAR), ex Confederación Sudamericana de Rugby (CONSUR). El campeón de Mayores C accede a disputar un partido con el último de Mayores B, por el ascenso a esa categoría.
La idea de crear un torneo de tercer nivel se anunció a fines del 2011. A partir de la expansión de SR, adoptando como miembros a uniones de Centroamérica se creó el torneo con las selecciones más nuevas a fines del 2012, de hecho, en la primera edición que se disputó en Guatemala participaron Costa Rica, Ecuador, El Salvador y Guatemala. Las tres últimas selecciones son debutantes en torneos de XV de la entidad regional, en cambio Costa Rica, tenía experiencia en sudamericanos de mayores, su última participación fue en el Sudamericano B 2011.
Dado que han competido en este nivel 4 selecciones de Centroamérica y 1 de Sudamérica se denomina torneo Centro Sudamericano. En la tercera edición los 4 participantes fueron centroamericanos, hecho que se repite desde la edición 2015.

## Campeonatos
| Edición | Año  | Sede                | Campeón     | 2º puesto   | 3º puesto   | 4º puesto   |
| ------- | ---- | ------------------- | ----------- | ----------- | ----------- | ----------- |
| I       | 2012 | Ciudad de Guatemala | Costa Rica  | Guatemala   | Ecuador     | El Salvador |
| II      | 2013 | Tres Ríos           | Ecuador     | Costa Rica  | Guatemala   | El Salvador |
| III     | 2014 | Fuerte Clayton      | El Salvador | Guatemala   | Costa Rica  | Panamá      |
| IV      | 2015 | San Salvador        | Guatemala   | Costa Rica  | El Salvador | Panamá      |
| V       | 2016 | Ciudad de Guatemala | Guatemala   | Costa Rica  | Panamá      | El Salvador |
| VI      | 2017 | Tres Ríos           | Costa Rica  | Guatemala   | Nicaragua   | Panamá      |
| VII     | 2018 | Sin sede fija       | Panamá      | El Salvador | Honduras    |             |

## Posiciones
Número de veces que las selecciones ocuparon cada posición en todas las ediciones.
| Equipo      | Campeón | 2º puesto | 3º puesto | 4º puesto |
| ----------- | ------- | --------- | --------- | --------- |
| Guatemala   | 2       | 3         | 1         |           |
| Costa Rica  | 2       | 3         | 1         |           |
| El Salvador | 1       | 1         | 1         | 3         |
| Panamá      | 1       |           | 1         | 3         |
| Ecuador     | 1       |           | 1         |           |
| Nicaragua   |         |           | 1         |           |
| Honduras    |         |           | 1         |           |